# Eduardo Serra Rexach
Eduardo Serra Rexach (Madrid, Espanya, 19 de desembre de 1946) és un polític, advocat i directiu d'empreses espanyol, que fou Ministre de Defensa en el primer govern de José María Aznar.

## Biografia
Va néixer el 19 de desembre de 1946 a la ciutat de Madrid. És fill d'Eduardo Serra Sabater i Concepción Rexach Morales. Va estudiar dret a la Universitat Complutense de Madrid, en la qual es va llicenciar el 1968, dedicant-se posteriorment a la docència. L'any 1974 va ingressar al Cos d'Advocats de l'Estat.
El juliol de 1987 es va incorporar a la Fundació d'Ajuda contra la Drogoaddicció (FAD) al costat del llavors tinent general Manuel Gutiérrez Mellado, de la qual fou vicepresident fins que l'any 1996 en fou elegit president, càrrec que encara manté en l'actualitat.

## Activitat professional
A finals de la dècada del 1980 fou president de diverses empreses, entre elles, Teletra Espanya, Cubiertas y MZOV, l'automobilística Peugeot-Talbot i la telefònica Airtel Mòbil.
Entre 1993 i 1996 va ser president de l'Institut de Qüestions Internacionals i Política Exterior (INCIPE).

## Activitat política
L'any 1977 va entrar a treballar al gabinet tècnic del Ministre d'Indústria Alberto Oliart Saussol, sota la presidència d'Adolfo Suárez. L'any 1982, amb l'ascens de Leopoldo Calvo-Sotelo Bustelo a la presidència, Oliart va esdevenir Ministre de Defensa, nomenant Serra sotssecretari del seu gabinet.
Amb la victòria socialista en les eleccions generals de 1982 Felipe González designà Narcís Serra i Serra nou Ministre de Defensa, el qual nomenà l'any 1984 Eduardo Serra Secretari d'Estat de Defensa, sent el responsable directe de l'adaptació d'Espanya dins l'OTAN fins a la seva renúncia l'any 1987.
Amb la victòria Partit Popular en les eleccions generals de 1996 fou nomenat Ministre de Defensa en el primer govern de José María Aznar, càrrec que ocupà durant tota la legislatura.